# Heliophanus auratus
De Heliophanus auratus (tên tiếng Anh: moerasblinker) là một loài nhện trong họ Salticidae.
Loài này thuộc chi Heliophanus. Heliophanus auratus được Carl Ludwig Koch miêu tả năm 1835.